# Mevius
Mevius (anteriormente Mild Seven) é uma marca de cigarros japonesa produzida pela Japan Tobacco (JT) que tem grande parte de seu mercado consumidor na Ásia, apesar de ser distribuído por mais de 40 países.
Em adição às altas vendas no mercado japonês, JT está investindo em Mevius como uma marca premium internacional para o mercado global, e em Taiwan e Rússia, a marca está alcançando grande sucesso.

## História
Treze meses depois de seu lançamento em 1977, Mild Seven começou a dominar o mercado japonês, tendo mantido esta dominância até os dias atuais.

### Fórmula 1

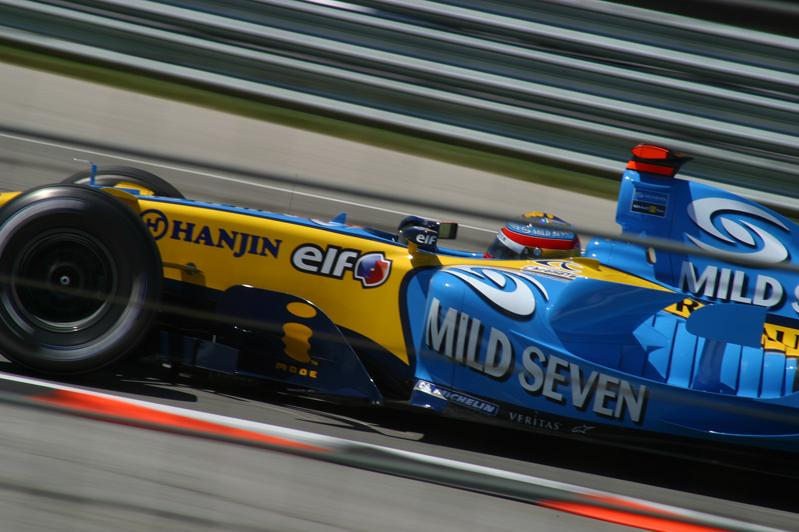
Carro de Fórmula 1 com patrocínio da Mild Seven.

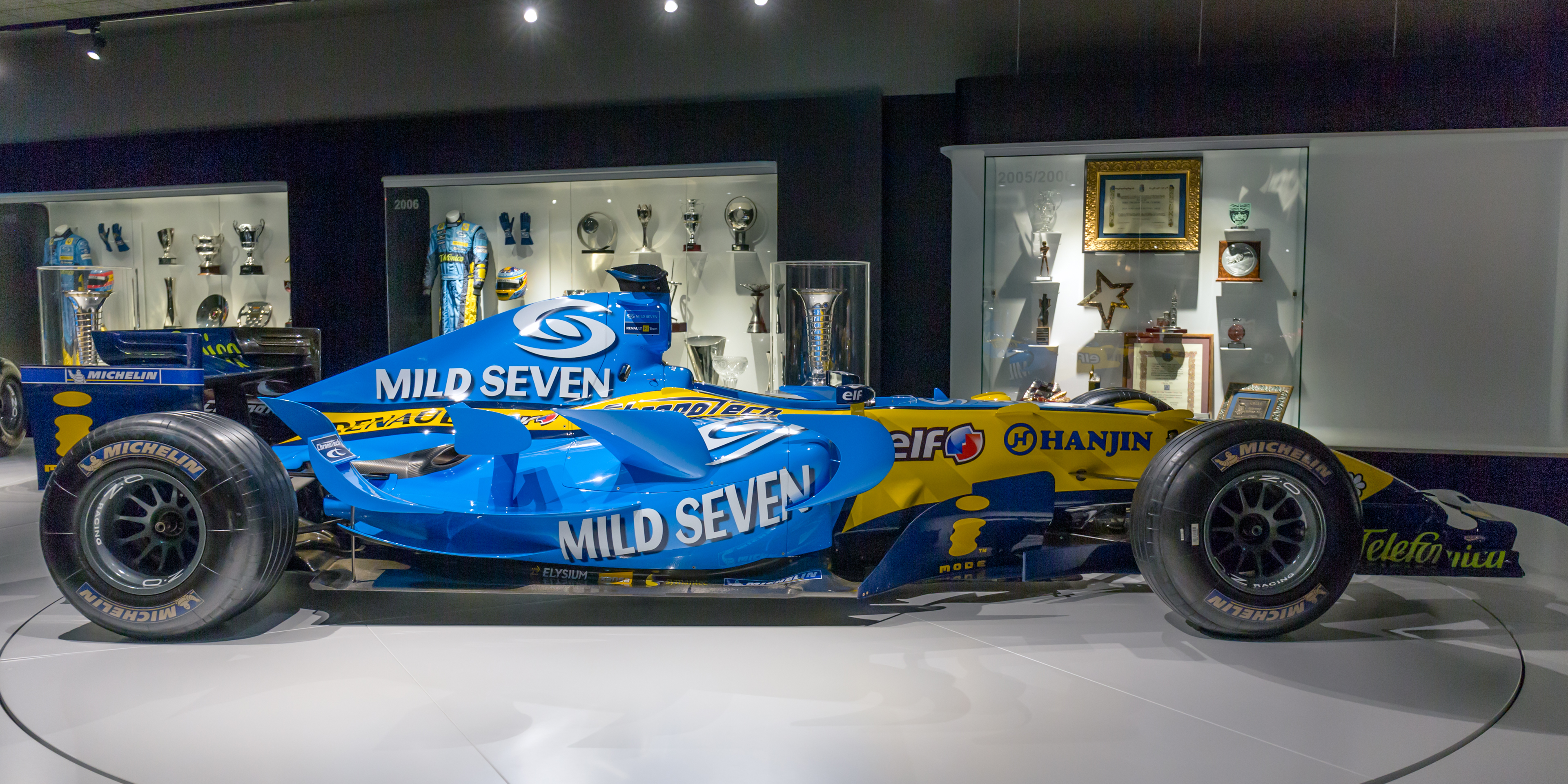
Renault R26 com o patrocínio da Mild Seven, utilizado durante a temporada.

A Japan Tobacco foi, através da Mild Seven, o patrocinador principal da equipa Benetton. O patrocínio continuou após a Benetton ter sido adquirida pela Renault. A empresa deveria permanecer com a Renault até ao final da temporada 2009, mas devido aos Regulamentos Europeus do Tabaco, a empresa teve de terminar a sua associação com a Renault no final da temporada 2006 e o ING tornou-se o seu principal patrocinador a partir de 2007.